# 順天城の戦い
順天城の戦い（じゅんてんじょうのたたかい）は、慶長の役における戦闘。（順天倭城の構造については順天倭城を参照のこと。）（この項の日付は和暦を用いる）

## 背景
慶長の役が始まると、渡海した日本軍には、全羅道を成敗し、忠清道へも出動すること、その完了後は城郭群を帰国予定の大名が担当して築くことが命じられた。全羅道掃討中に開かれた井邑軍議で順天郡内へ小西行長の居城を築くことが決定している。全羅道掃討任務を完了すると、予定通り進出地を引き払い、順天郡の光陽湾奥部の沿岸に1597年11月から、宇喜多秀家、藤堂高虎によって築城が始められ、突貫工事により城は12月に完成し、小西行長に引き渡された。

## 戦闘
順天新城の完成後は、小西行長、松浦鎮信、有馬晴信、五島玄雅、大村喜前の5氏13,700人が在番していた。
1598年秋、明・朝鮮連合軍は朝鮮半島南岸の倭城群を攻略すべく総力を挙げての一大攻勢を企画し、東路軍、中路軍、西路軍、水軍、の4軍に編成されて南下を開始した。この内の、西路軍、水軍が順天に攻撃目標を定めた。西路軍は明軍21,900人で劉綎が率い、朝鮮軍は5,928人で権慄が率いた。水軍は陳璘率いる明水軍19,400人、朝鮮水軍7,328人は李舜臣が率いた。
1598年8月、明の西路大将劉綎は漢城を出発し水原を経て全州に下る。劉綎は使者を水軍の本営古今島に遣わし、陳璘に9月19日をもって水路から順天新城への攻撃を実施すべしと要求した。
攻城に先立ち、まず明、朝鮮軍は謀略を用いることとし、和議と称して会談を持ちかけ、そこで小西行長を生け捕りにしようする。9月18日、劉綎は書状を小西行長に送り「明日、順天旧城付近で会見し講和を結ぶべし。そのため、私は自ら単騎で途中まで貴公を迎えにゆこう」と伝えた。小西行長は劉綎を信じ会見に向かおうとした。これに対し松浦鎮信は「唐人は嘘偽りが多く、行けば必ず危うい。かつて平壌でも騙されたではないか」と諫止したが行長は聞かなかった。19日、劉綎は会見場所に向かう途中の道の周囲に伏兵を置いて待ち伏せ、偽の人物を立てて小西行長を迎えた。要請に応じた小西行長が平服で城を出て会見場所に向かおうとした。そこを伏兵が待ち伏せていたが、伏兵が起きるタイミングが早過ぎたためこの企ては失敗する。そのため正攻法に切り替えての攻城戦となる。
この日午後、地上から明・朝鮮軍が順天新城に進攻し、海上からも明・朝鮮水軍が砲撃を加えたが撃退される。続いて20日21日と明・朝鮮水軍が城に迫ったが、日本軍は防戦してこれを退け、明の遊撃李金が負傷し、
戦死した明兵も数知れずとある。
劉綎は一時攻城を中断して雲梯、飛楼、防車、防牌等の攻城具の制作に取り掛かった。
攻城具が完成すると、10月2日、明・朝鮮軍は水陸両面から総攻撃を仕掛けた。地上では攻城具を連ねて外郭部に攻めかかったものの、城からの日本軍の鉄砲や大砲による反撃は激しく多くの死傷者を出した。また日本軍は機を見て城から出撃して敵を斬り倒し、攻城具に火を放って焼き払った。この日地上では明・朝鮮軍は八百余人の戦死者を出して撃退された。また水軍による海上からの攻撃も撃退され、朝鮮水軍の蛇渡僉使黄世得が戦死、薺浦万戸朱義寿、蛇梁万戸金声玉、海南県監柳珩、珍島郡守宣義卿、康津県監宋尚甫が負傷した。
3日、劉綎は陳璘に「今夜水陸共同で夜襲を決行すべし」と伝えた。ここにおいて陳璘は午後8時頃水軍を率いて上げ潮に乗じて進み、夜半城下に迫り日本軍と攻防戦となる。戦闘中俄に引潮となると、明水軍の唐船二十三隻（『宣祖実録』、李舜臣の『乱中日記』では沙船十九隻、號船二十餘隻）が浅瀬に座礁する。これを日本軍が炎上させた。明兵に死傷及び捕虜となるものが甚だ多く出て、生還した者は百四十余名に過ぎなかった。朝鮮水軍でも安骨万戸禹寿が弾丸に撃たれる。翌4日も明・朝鮮の水軍による攻撃は継続されたが、城の守りは堅く撃退された。
このように3日、4日と水軍は海上からの攻撃を実施した。にもかかわらずこの間、劉綎の陸兵は動かなかった。これは満を持して行われた2日の総攻撃の損害が大きかったことと、東方で泗川倭城を攻撃した中路軍が島津軍に大敗を喫しており、その敗報が伝わっていた事情がある。
10月7日になると、ついに包囲中の地上軍は撤退し、明軍は古順天に1万余を残し、劉綎自身は富有まで撤退した。これにともない水軍も10月9日、海上封鎖を解いて古今島（莞島郡古今面）に撤退した。明軍の退路上には投棄された兵糧が散らばっており、この幾らかは日本軍が戦利品として入手した。こうして明、朝鮮の西路軍、水軍による順天城攻略作戦は失敗に終わった。
ほぼ同時期に行われた、中路軍による泗川倭城攻撃（泗川の戦い）や、東路軍による蔚山倭城攻撃（第二次蔚山倭城の戦い）でも敗退しており、1598年9月末から10月初頭にかけて実施された、明・朝鮮連合軍の総力を挙げての一大攻勢は日本軍の反撃の前にすべて失敗に終わった。
朝鮮王朝実録には、三路の戦い(第二次蔚山城の戦い、泗川の戦い、順天の戦い)において、明・朝鮮軍は全ての攻撃で敗退し、これにより、三路に分かれた明・朝鮮軍は溶けるように共に潰え、人心は恟懼（恐々）となり、逃避の準備をしたと記述されている。
明・朝鮮連合軍は順天城攻略失敗後、遠巻きに順天倭城を監視する体制に切り替えた。

## 順天城の戦い後の経緯
順天の戦いに先立つ8月18日、豊臣秀吉は既に死去していた。その死は朝鮮派遣軍には秘匿されたままだったが、秀吉亡き後の豊臣政権では五大老らによって明・朝鮮と和議を結んだ上で諸軍を帰国させ、戦争を終結する方針が決定し、この方針を伝える使者は順天城の戦いの後、順天の日本軍のもとに到着した。
これを受け小西らは明軍の劉綎と和議を締結し、人質を受領して撤退の手筈を整えていた。しかし、11月7日、明・朝鮮水軍は秀吉死去に伴う日本軍撤退の動きを知ると根拠地の古今島を発ち、11月10日には順天沖に現れ海上を封鎖し撤退を阻んだ。このため、小西らは明水軍の陳璘と再交渉をして撤退の約束を取り付けることに成功し、人質も受け取った。ところが、日本軍の撃滅を望む朝鮮水軍の李舜臣がこれに激怒し猛抗議すると、陳璘も約束を反故にして順天の日本軍が帰国することを阻んだ。
小西ら五氏の窮地を知った、島津義弘、立花宗茂、高橋統増、小早川秀包、筑紫広門、寺沢広高、宗義智らは、水軍を編成して順天へ救援に向かい、11月18日、露梁海峡で明・朝鮮水軍と激突したのが露梁海戦である。小西行長、松浦鎮信、有馬晴信、五島純玄、大村喜前の五氏は戦いの間隙を縫って脱出に成功し、11月25日、島津義弘らとともに釜山を出帆して帰国を果たした。